# Patric Schmid
Patric Schmid (* 12. April 1944 in Eagle Pass, Texas; † 6. November 2005 in London) war der US-amerikanische Gründer der „Opera Rara“, die sich bei der Inszenierung von Raritäten des Musiktheaters engagierte.

## Leben
Patric Schmid kam die Vision zu „Opera Rara“, nachdem er die australische Sopranistin Joan Sutherland und ihren Ehemann Richard Bonynge kennengelernt hatte. Diese brachten ihn mit Don White zusammen, beide gründeten 1970 die „Opera Rara“ in London. Die erste Produktion war 1972 Giacomo Meyerbeers Il crociato in Egitto mit der Mezzosopranistin Patricia Kern, Sopranistin Janet Price und Tenor John Brecknock.
Die erste Aufnahme 1977 war Donizettis Ugo, conte di Parigi mit Alun Francis und der Besetzung Janet Price, Yvonne Kenny, Della Jones, Maurice Arthur, Eiddwen Harrhy und Christian du Plessis.
Die Palette der Opernproduktionen beträgt mittlerweile dreißig Opernproduktionen, vornehmlich Opern aus dem 19. Jahrhundert. Patric Schmid produzierte viele Aufnahmen der Opernproduktionen für die „Peter Moores Foundation“.
Schmid verstarb kurz nach einer Einführung zum Konzert mit Gaetano  Donizettis Il diluvio universale an einem Herzversagen im Alter von 61 Jahren.